# Линдфельт, Микаэль
Микаэль Линдфельт (швед. Mikael Lindfelt; род. 1 апреля 1967, Коккола, Вааса) — финский учёный, профессор (2015), ректор Академии Або (2022—2025).

## Биография
В 1996 году окончил богословский факультет Академии Або, а в 1999 году получил степень лиценциата философии в той же академии.
С 1999 года был преподавателем богословия в Академии Або, а с 2015 года являлся профессором систематического богословия в академии и занимал должность доцента в университете Мальмё и доцента в области этики в Уппсальском университете.
С 2017 года был деканом факультета гуманитарных наук, психологии и теологии; с 2019 года занимал должность проректора Академии Або, а с ноября 2021 года был временно исполняющим обязанности ректора академии.
2 февраля 2022 года победил на выборах ректора Академии Або, обойдя семь кандидатов в том числе Фритьофа Сальстрёма и Патрика Хенелиуса.
4 апреля 2025 объявил о своей отставке с поста ректора после критики как со стороны университетского сообщества, так и СМИ в непрозрачности принятия решений руководством вуза.